# Abschlag (Gemeinde Bad Großpertholz)
Abschlag ist eine Ortschaft in der Marktgemeinde Bad Großpertholz in Niederösterreich mit 79 Einwohnern (Stand 1. Jänner 2024).

## Geografie
Der als einzeiliges Straßendorf angelegte Ort, der später nach Süden erweitert wurde, liegt drei Kilometer östlich von Bad Großpertholz unweit des Mühlbaches.
Am 1. April 2020 umfasste die Ortschaft 26 Adressen.

## Geschichte
Der Name Abschlag bedeutet „Rodung des Abtes“ und verweist auf eine Rodung, die das Stift Lambach im 12. Jahrhundert durchführen ließ. Von Abschlag führen Straßen nach Mühlbach im Norden, nach Nonndorf im Südosten, nach Weikertschlag im Süden sowie nach Bad Großpertholz.
Die ausgedehnten Waldgebiete namens Wrintbrant (Wurmbrand) wurde nach 1150 von dem Herren von Stiefern-Arnstein in Besitz genommen und 1162 teilweise dem Stift Lambach zur Rodung geschenkt, womit Abschlag zusammen mit Seifritz und anderen Orten der Umgebung zum Lambach'schen Amt zählte und in Oberkirchen eingepfarrt war. Nach Streitigkeiten mit der Herrschaft Weitra verkaufte das Stift Lambach 1785 das Amt Oberkirchen mit Abschlag an die Herrschaft Weitra. Im Jahr 1822 wurde der Ort als Dorf mit 22 Häusern genannt, das nach Oberkirchen eingepfarrt war; die Kinder wurden aber in Großpertholz eingeschult. Die Ortsobrigkeit besaß die Herrschaft Weitra, der auch die Landgerichtsbarkeit oblag und die die Konskription durchführte. 1850 konstituierte sich Abschlag mit Seifritz zu einer Ortsgemeinde, die sich 1970 mit Großpertholz vereinigte.
Im Jahr 1938 waren laut Adressbuch von Österreich in der Ortsgemeinde ein Gemischtwarenhändler und mehrere Landwirte ansässig.

## Verkehr

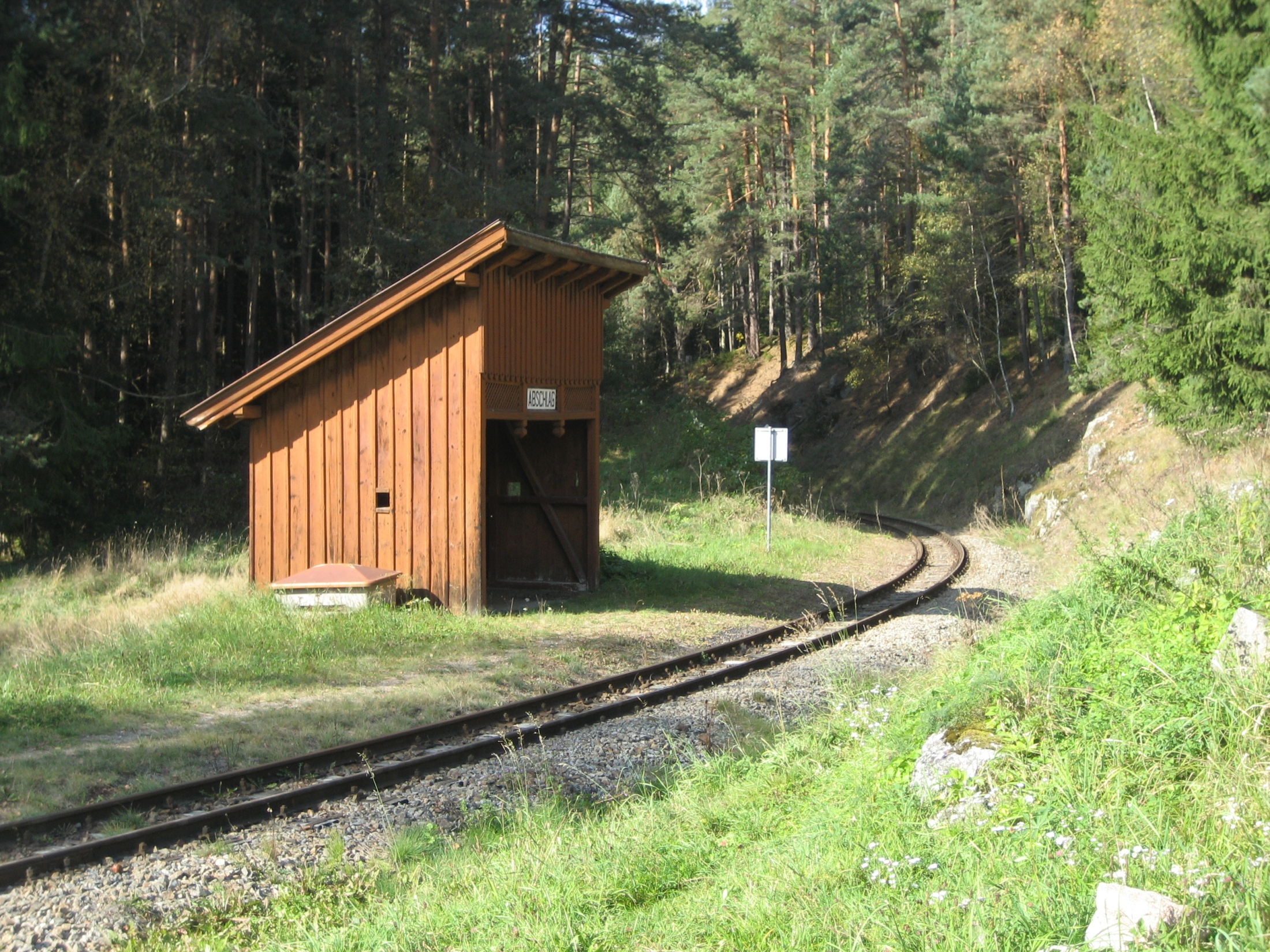
Haltestelle Abschlag

Westlich des Ortes befindet sich die Haltestelle Abschlag, an der Touristikzüge der Waldviertler Schmalspurbahnen einen Halt einlegen. Bis 2016 befand sich hier das Ausflugsziel „Fassldorf“, mittlerweile wird der Halt von Besuchern des nahegelegenen Alpakahofs genutzt.